# Каллистратова, Римма Фёдоровна
Ри́мма Фёдоровна Каллистра́това (12 октября 1929, Самарканд — 10 ноября 2016, Москва) — советский и российский учёный-правовед, специалист в области гражданского процессуального права и арбитражного процессуального права, доктор юридических наук (1972), профессор, заслуженный юрист Российской Федерации, руководитель отдела гражданского, арбитражного и административного процесса Российской академии правосудия.

## Биография
Из династии юристов. Римма Фёдоровна Каллистратова является племянницей известного советского адвоката, сосредоточившего свои усилия, в основном, на правозащитной деятельности, — Софьи Васильевны Каллистратовой (дочь её брата — Фёдора Васильевича Каллистратова, директора заповедника Горки Ленинские). Её мать — советский правовед Татьяна Борисовна Мальцман, автор монографий и учебников «Вопросы брака и семьи в суде» (1949), «Гражданское право» (1950), «Совершение, исправление и аннулирование записей актов гражданского состояния» (1964). Дед — известный российский юрист и революционный деятель Борис Самойлович Мальцман, автор монографий «Законодательство о промышленности, торговле, труде и транспорте» (в трёх томах, 1923—1925), «Законы о частном капитале» (1928); бабушка, Адель Марковна (Эйдя Мееровна) Гинзберг (1872—?), была сестрой видного российского адвоката Акима Марковича Гинзберга (1876—1920). Вероятно, именно этим во многом был обусловлен выбор ею научной карьеры в юридической профессии.

### Научная карьера
В 1951 году Р. Ф. Каллистратова окончила Московский юридический институт. В 1954 году окончила аспирантуру Всесоюзного института юридических наук (ВИЮН) и защитила кандидатскую диссертацию по теме «Институт особого участия государственных и общественных организаций в советском гражданском процессе» (научные руководители — сначала С. Н. Абрамов, затем Б. С. Антимонов). 24 апреля 1972 года во Всесоюзном научно-исследовательском институте советского законодательства Министерства юстиции СССР (ВНИИСЗ) защитила докторскую диссертацию «Государственный арбитраж (проблемы совершенствования, организации и деятельности)» по специальности № 12712 (гражданское право и гражданский процесс). Официальными оппонентами докторской диссертации были профессор А. А. Добровольский, профессор Р. О. Халфина и профессор Д. М. Чечот.
В 1982 году Р. Ф. Каллистратовой было присвоено учёное звание профессора.
Р. Ф. Каллистратова долгое время работала сотрудником ВНИИ советского законодательства — сектора гражданского права этого института, затем работала в отделе гражданского, гражданско-процессуального и брачно-семейного законодательства, а позже возглавила там же отдел правовой работы в народном хозяйстве. С 1992 по 2000 год возглавляла отдел гражданского права и процесса в Российской правовой академии Министерства юстиции Российской Федерации. С 2000 года является руководителем отдела гражданского, арбитражного и административного процесса и профессором одноимённой кафедры Российской академии правосудия.
Автор более 200 работ по гражданскому процессуальному праву, в том числе комментариев в составе авторского коллектива к, Гражданскому процессуальному кодексу РСФСР и Российской Федерации, Арбитражному процессуальному кодексу Российской Федерации.

### Общественная и государственная деятельность
Активно участвует в законопроектной работе. Являлась членом рабочих групп по разработке проекта Основ гражданско-процессуального законодательства, всех актов, касавшихся совершенствования законодательства о Госарбитраже СССР, Гражданского процессуального кодекса РСФСР и РФ Гражданского процессуального кодекса Российской Федерации и Арбитражного процессуального кодекса Российской Федерации и изменений в них. Входит в состав экзаменационной комиссии по приему квалификационного экзамена на должность судьи при Высшей квалификационной коллегии судей Российской Федерации, является членом Третейского суда для разрешения экономических споров при Торгово-промышленной палате Российской Федерации. Входит в состав Научно-консультативного совета Верховного Суда Российской Федерации, Высшего Арбитражного суда Российской Федерации.

### Подготовка научных кадров
Р. Ф. Каллистратова подготовила множество кандидатов юридических наук (А. В. Аргунов (ВШЭ), 2011, Ю. В. Архипова, 2011, Е. Г. Гойденко, 2008, С. А. Дергачёв, 2011 и др.), ряд которых впоследствии защитил и докторские диссертации. Кроме этого, Р. Ф. Каллистратова неоднократно выступала в качестве официального оппонента на защитах диссертаций по гражданскому (арбитражному) процессуальному праву (К. А. Лебедь, ИГП РАН, и др.)
Умерла в 2016 году. Прах захоронен в могиле С. В. Каллистратовой на Востряковском кладбище.

## Награды
- Заслуженный юрист Российской Федерации[8]
- Орден Почёта[9]

## Работы

### Монографии
- Институт «особого участия» государственных и общественных организаций в советском гражданском процессе. Дис. … канд. юрид. наук. М., 1954.
- Установление юридических фактов судом в порядке особого производства. — М.: Госюриздат, 1958. — 119 с.
- Разрешение споров в государственном арбитраже]. — М.: Госюриздат, 1961. — 205 с.
- Претензионный порядок разрешения споров между социалистическими организациями. — М.: Госюриздат, 1963. — 109 с.
- Государственный арбитраж. Проблемы совершенствования организации и деятельности. Дис. … доктора юрид. наук. М., 1972.
- Государственный арбитраж. Проблемы совершенствования организации и деятельности. — М., Юрид. лит., 1973. — 208 с.
- Право и самостоятельность предприятий / Отв. ред. М. Г. Карпунин — М.: Юрид. лит., 1984. — 96 с. (в соавт. с В. В. Глазыриным, М. Г. Карпуниным, Н. И. Клейн и др.).
- Определения арбитражного суда. Практика принятия и пересмотра / Отв. ред. Р. Ф. Каллистратова, Предисл. А. А. Арифулин. — М., 2003. — 308 с. (в соавт. с М. Ш. Пацация, И. А. Приходько).
- Избранные труды по арбитражному и гражданскому процессам. — Краснодар : Советская Кубань, 2007. — 768 с. — ISBN 978-5-7221-0741-1.
- Государственный арбитраж. Проблемы совершенствования организации и деятельности. Диссертация на соискание учёной степени доктора юридических наук. — Краснодар: Советская Кубань, 2008. — 560 с.

### Статьи
- К вопросу об участниках арбитражного процесса // Ученые записки / Всесоюзный институт юридических наук. — М., 1963. — Вып. 17. — С. 53 — 93.
- Гражданский процессуальный кодекс Российской Федерации // Сов. гос. и право. — 1964. — № 8. — С. 24—31.
- Задачи дальнейшего совершенствования законодательства о государственном арбитраже // Ученые записки / Всесоюзный научно-исследовательский институт советского законодательства. — М., 1966. — Вып. 6. — С. 32 — 65.
- Органы арбитража в условиях новой системы планирования и руководства народным хозяйством // Ученые записки / Всесоюзный научно-исследовательский институт советского законодательства. — М., 1966. — Вып. 9. — С. 105—129.
- Конференция в Будапеште // Сов. гос. и право. — 1969. — № 7. — С. 140—141 (в соавт. с М. А. Гурвичем).
- Юридическая служба и арбитраж // Ученые записки / Всесоюзный научно-исследовательский институт советского законодательства. — М., 1969. — Вып. 19. — С. 93 — 108.
- Принцип диспозитивности в арбитражном процессе // Ученые записки / Министерство юстиции СССР; Всесоюзный научно-исследовательский институт советского законодательства. — М., 1973. — Вып. 28. — С. 157—171.
- Совершенствовать организацию надзора за законностью и обоснованностью решений органов государственного арбитража // Проблемы совершенствования советского законодательства: Труды / Министерство юстиции СССР; Всесоюзный научно-исследовательский институт советского законодательства. — М., 1977. — [Вып.] 8. — С. 70 — 81.
- Перестройка и будущее арбитража // Сов. гос. и право. — 1989. — № 5. — С. 36—43. — ISSN 0132-0769.
- Ещё раз о третейских судах // Хозяйство и право. — 1993. — № 9. — С. 66—75. — ISSN 0134-2398.

### Комментарии, учебные пособия
- Гражданский процесс : [Учеб. для юрид. ин-тов и фак.] / Отв. ред. Н. А. Чечина и Д. М. Чечот. — М. : Юрид. лит., 1968. — 455 с. — 50 000 экз. (гл. XXVII).
- Арбитраж в СССР : [Учеб. пособие] / Всесоюз. юрид. заоч. ин-т. — М., 1970. — Вып. 1 : Общие положения. — 110 с. — 4000 экз. (в соавт. с А. Т. Боннером и В. Ф. Тараненко).
- Комментарий к ГПК РСФСР / Отв. ред. Р. Ф. Каллистратова и др. — М. : Юрид. лит., 1976. — 600 с. — (Загл. предыдущего изд.: Научно-практический комментарий к ГПК ГРСФСР). — 60 000 экз. (гл. 17, 26—32).
- Советский гражданский процесс : [Учеб. для сред. спец. учеб. заведений] / Отв. ред. Р. Ф. Каллистратова. — 2-е изд., испр. и доп. — М. : Юрид. лит., 1990. — 319, [1] с. — 40 000 экз. — ISBN 5-7260 (в соавт. с Н. И. Башкатовым, И. П. Гришиным и др.).
- Основы права : [Учеб. для системы сред. проф. образования] / Под общ. ред. А. В. Мицкевича. — М. : Норма — ИНФРА-М, 1998. — X, 306 с. — ISBN 5-8912 (в соавт. с С. А. Боголюбовым, А. А. Гравиной и др.).
- Комментарий к Федеральному закону «О некоммерческих организациях» / М-во юстиции РФ. Рос. правовая акад. — 3-е изд., доп. и перераб. — М. : Юрайт, 2000. — 262, [1] с. — ISBN 5-85294-106-9. (в соавт. с В. В. Залесским).
- Комментарий к Арбитражному процессуальному кодексу Российской Федерации / Под. ред. В. Ф. Яковлева, М. К. Юкова. — М. : Городец, 2003. — 848 с. — ISBN 5-9258 (гл. 5, 29 (в соавт. с Л. Ф. Лесницкой)).

### Научно-популярные публикации
- Семья. Общество. Закон. — М.: Юрид. лит., 1980. — 336 с. — 50 000 экз. (в соавт. с М. А. Ивановым).
- Народные заседатели : [Учеб. пособие для слушателей нар. ун-тов фак. нар. заседателей]. — М. : Знание, 1966. — 160 с. — 43 700 экз. (в соавт. с Н. Г. Александровым и др.).